# Peristedion moluccense
Peristedion moluccense és una espècie de peix pertanyent a la família dels peristèdids.

## Descripció
- Fa 48,7 cm de llargària màxima.[6][7]

## Hàbitat
És un peix marí i batidemersal que viu entre 380 i 390 m de fondària a la plataforma continental.

## Distribució geogràfica
Es troba a Indonèsia i el nord-oest d'Austràlia.

## Costums
És bentònic.

## Observacions
És inofensiu per als humans.